# La Déploration du Christ
La Déploration du Christ est un tableau peint par Dirk Bouts au milieu du XVe siècle et représentant la Déploration du Christ.
L'œuvre, identifiée comme étant de Rogier van der Weyden lors de son entrée dans les collections du musée du Louvre en 1871 par le legs de Constant Mongé-Misbach, est finalement identifiée comme étant de Dirk Bouts. Elle fait partie du Département des peintures et est enregistrée sous le numéro d'inventaire RF 1.

## Historique
La Déploration du Christ est un tableau haut de 69 centimètres et large de 49 centimètres peint par Dirk Bouts au milieu du XVe siècle, vers 1455-1460, et représentant la Déploration du Christ. Le tableau est réputé se situer certainement assez tôt dans la carrière de Dirk Bouts, vers 1460, lorsqu'il a quitté Haarlem pour Louvain en passant peut-être par Bruxelles, il s'ouvre à l'influence du pathétisme de Rogier van der Weyden, repérable dans le Christ et surtout la Madeleine. Le style de Dirk Bouts se repère par la composition aérée, la conception lumineuse du paysage, la physionomie et l'expression suspendue de saint Jean.
Le tableau pourrait être le centre d'un triptyque dont les volets auraient été perdus.
L'œuvre entre dans les collections du musée du Louvre par le legs de Constant Mongé-Misbach. Elle est à tort identifiée comme étant de Rogier van der Weyden. Elle fait partie du Département des peintures et porte le numéro d'inventaire RF 1.